# كلية صموئيل إيرفينغ نيوهاوس للاتصالات العامة
كلية صموئيل إيرفينغ نيوهاوس للاتصالات العامة (بالإنجليزية: S.I. Newhouse School of Public Communications)‏ هي مدرسة الاتصالات الرائدة والمرموقة في جامعة سيراكيوز. تعتبر من أعرق الكليات في الولايات المتحدة الأمريكية والعالم في مجال الصحافة والأعلام، أشتهرت بخريجيها وعلماء الإعلام بما فيهم منظرة نظرية حارس البوابة باميلا شوماكر، لديها برامج في الصحافة المطبوعة والمسموعة. عمل الموسيقي؛ تصميم الجرافيكي؛ الإعلان؛ العلاقات العامة؛ والتلفزيون والراديو والسينما والبحوث.
سميت المدرسة باسم قطب النشر صموئيل إيرفينغ نيوهاوس الأب، الذي قدم هدية التأسيس في عام 1964.
مارك ج. لوداتو عميد مدرسة نيوهاوس. تضم المدرسة حوالي 80 عضو هيئة تدريس بدوام كامل وحوالي 50 معلمًا مساعدًا. يشمل الالتحاق حوالي 1900 طالب جامعي. 200 طالب دراسات عليا؛ و200 طالب درجة الماجستير عبر الإنترنت؛ و13 مرشحًا لدرجة الدكتوراه. القبول الجامعي انتقائي جداً للغاية.
في ديسمبر 2011، صنفت نيو برو نيوهاوس كأفضل مدرسة صحافة في البلاد حيث تغلبت على كلية الصحافة في جامعة كولومبيا وميزوري وكلية ميديل للصحافة في جامعة نورث ويسترن.

## وصلا خارجية
- S.I. Newhouse School of Public Communications